# هانس ريختر
هانس ريختر (بالألمانية: Hans Richter)‏ (14 سبتمبر 1959 بأولبرنهاو في ألمانيا - ) هو لاعب كرة قدم ألماني (وحمل سابقاً جنسية ألمانيا الشرقية) في مركز الهجوم. شارك مع منتخب ألمانيا الشرقية الأولمبي لكرة القدم ومنتخب ألمانيا الشرقية لكرة القدم. أما مع النوادي، فقد لعب مع كيكرز أوفنباخ وكيمنتزر ولوكوموتيف لايبزيغ وروت فايس فالدورف ‏ وشفتسينغن 98 ‏.

## مسيرته الكروية
لعب هانس ريختر خلال مسيرته الاحترافية مع 3 أندية في خمسة عشر موسمًا وسجل خلالها 95 هدفًا ضمن 271 مباراة. حيث فاز في موسمين بالكأس ولم يفز بأي دوري.
خاض هانس ريختر مسيرته مع نادي كيمنتزر في موسم 1977–78 في المرة الأولى ليلعب معه ستة مواسم ثم في موسم 1987–88 واستمر معه طيلة ثلاثة مواسم، مشاركًا طوالها في 173 مباراة سجل خلالها 61 هدفًا. ثم انتقل إلى نادي لوكوموتيف لايبزيغ في موسم 1983–84 ليلعب معه أربعة مواسم، حيث شارك في 98 مباراة سجل خلالها 34 هدفًا. لينتقل بعدها إلى نادي كيكرز أوفنباخ في موسم 1989–90 ولمدة موسمين، لم يشارك في أي مباراة ولم يسجل أي هدف.

## وصلات خارجية
- هانس ريختر على موقع الاتحاد الأوربي (الإنجليزية)
- هانس ريختر على موقع قاعدة بيانات كرة القدم.إي يو (الإنجليزية)
- هانس ريختر على موقع بيانات كرة القدم. دي إي (الألمانية)
- هانس ريختر على موقع ناشيونال فوتبول تيمز (الإنجليزية)
- هانس ريختر على موقع عالم كرة القدم.نت (الإنجليزية)